# Шалоденбах
Шалоденбах (њем. Schallodenbach) општина је у њемачкој савезној држави Рајна-Палатинат. Једно је од 50 општинских средишта округа Кајзерслаутерн. Према процјени из 2010. у општини је живјело 923 становника. Посједује регионалну шифру (AGS) 7335041.

## Географски и демографски подаци
Шалоденбах се налази у савезној држави Рајна-Палатинат у округу Кајзерслаутерн. Општина се налази на надморској висини од 309 метара. Површина општине износи 7,5 km². У самом мјесту је, према процјени из 2010. године, живјело 923 становника. Просјечна густина становништва износи 124 становника/km².